# Ван Бюрик, Дик
Дик ван Бюрик (нидерл. Dick van Burik; род. 29 ноября 1973, Утрехт) — нидерландский футболист и тренер.

## Биография

### Клубная карьера
Дик ван Бюрик начал свою футбольную карьеру юношеском клубе «Юльтраэктум Утрехт», позже Дик также выступал за «ДСО Зутермер» и «Элинквейк Утрехт». В 1991 году Дик попал в футбольную школу амстердамского «Аякса». Спустя два года ван Бюрик оказался в основной команде клуба, но за основной состав Дик провёл всего три матча. В том же 1993 году Дик перешёл в клуб НАК из города Бреда. В составе НАКа Дик провёл три сезона в чемпионате Нидерландов, проведя за клуб 72 матча и забив 3 мяча.
В 1996 году ван Бюрик стал игроком клуба «Утрехт», команды из своего родного города. Дик хорошо начал сезон 1996/97, забив 9 мячей в 15 матчах. В 1997 году ван Бюрик перешёл в клуб немецкой Бундеслиги «Герта». За клуб из Берлина Дик выступал в течение 10 лет, отыграв за это время 245 матчей и забив 7 мячей. В июне 2007 года Дик объявил о завершении своей игровой карьеры, несмотря на то что у него был контракт с «Гертой» до 30 июня 2008 года. Дик смог договориться о расторжении контракта по обоюдному согласию.

## Достижения
- Обладатель кубка немецкой лиги (2): 2001, 2002

## Примечание
1. 1 2  Dick van Burik // Transfermarkt.com (мн.) — 2000.
2. 1 2  DICK VAN BURIK // Base de Datos del Fútbol Argentino (исп.)
3. ↑  Dick van Burik to stay at Hertha until 2008 (англ.). Официальный сайт ФК «Герта» (3 марта 2007). Дата обращения: 19 сентября 2022. Архивировано из оригинала 18 августа 2013 года.